# Huracán (telenovela)
Huracán es una telenovela mexicana producida por Alejandro Camacho y Rebecca Jones para Televisa en 1997 y 1998 protagonizada por Angélica Rivera y Eduardo Palomo, con las participaciones antagónicas de Jorge Russek, Alexis Ayala, Maya Mishalska y Silvia Pasquel entre otros.
Se estrenó el 13 de octubre de 1997 en sustitución de El alma no tiene color y finalizó el 27 de marzo de 1998 siendo sucedido por La usurpadora. Fue grabada en casi en su totalidad en Mazatlán, Sinaloa, aunque también se grabaron algunas escenas en la Ciudad de México y en Los Cabos, Baja California Sur. El guion es original de Jaime García Estrada y Orlando Merino siendo la primera telenovela producida por Rebecca Jones y Alejandro Camacho.

## Argumento
En el puerto de Mazatlán, Helena y Ulises se juran amor eterno grabando sus nombres en un peñasco a la orilla del mar; ambos ignoran que a causa de un error de juventud, el destino los separará drásticamente, cambiando sus vidas por completo.
Han transcurrido nueve años de esta separación, Helena se ha convertido en una bióloga marina muy destacada dentro de la comunidad científica. Ulises es ahora un hombre de mar con una gran fortaleza física pero con un corazón endurecido por el resentimiento hacia una sociedad que se empeña en señalarlo como un delincuente.
Sin embargo, el gran amor que Ulises y Helena profesan al mar hace que inevitablemente se dé un nuevo encuentro donde se enciende la pasión y el amor entre ellos, y juntos luchan contra las adversidades que se presentan cuando descubren que Néstor Villarreal, un empresario acaudalado pero déspota y de pocos escrúpulos, y quien posee de uno de los emporios más grandes de la ciudad de Mazatlán, contamina gravemente las aguas de una bahía del puerto, afectando a la comunidad pesquera.
En esta lucha también son partícipes los hijos de Néstor: Raymundo Villarreal, que al igual que su padre es un hombre inescrupuloso, además de cobarde y jugador empedernido, que aparenta ser una persona ejemplar, pero que en realidad solo busca robarle a Ulises el amor de Helena; y Thelma Villarreal, mujer frívola y caprichosa, obsesionada por conseguir el amor de Ulises a cualquier precio a pesar de estar casada y con una hija.
Raymundo involucra a Ulises en un robo con el fin de saldar una importante deuda de juego y lograr separarlo de Helena, provocando que Ulises sea recluido en la cárcel a pesar de su inocencia.
Helena y Ulises se van atrapados en un violento huracán de traición, corrupción y odio que parece alejarlos cada vez más, impulsándolos a luchar contra viento y marea hasta conseguir que el sol vuelva a brillar al pasar la tempestad.

## Elenco
- Angélica Rivera - Helena Robles
- Eduardo Palomo - Ulises Medina
- Alexis Ayala - Raymundo Villarreal
- Maya Mishalska - Thelma Alicia Villarreal de Vargaslugo
- Jorge Russek - Don Néstor Villarreal
- Alejandra Barros - Rocío Medina
- Alejandro Ibarra - Santiago Villarreal
- Eric del Castillo - Fernán Vargaslugo
- Beatriz Aguirre - Doña Irasema Vargaslugo
- Adriana Roel - Esperanza Ibarrola de Villarreal/Olimpia Portugal
- Luis Couturier - Guillermo Medina
- Silvia Pasquel - Caridad Salvatierra de Medina
- Aarón Hernán - Don Leonardo Robles
- Norma Herrera - Alfonsina Taviani de Robles
- Pilar Pellicer - Ada Vargaslugo
- Ivette Proal - Larissa Vargaslugo
- Héctor Cruz Lara - Lobato Ramírez Villarreal
- Fernando Balzaretti - Ezequiel Vargaslugo
- Ludwika Paleta - Norma Vargaslugo
- Óscar Uriel - Eugenio Vargaslugo
- Marcela Páez - Maribel Solares de Medina
- Jesús Arriaga - Damián Medina
- Oscar Morelli - Don Mariano Medina
- Alejandra Procuna - Deyanira
- Gabriela Platas - Karina Robles
- Roberto D'Amico - José Jorge García
- Virginia Gutiérrez - Madre Brígida Ibarrola
- Sherlyn - Daniela Vargaslugo Villarreal
- Óscar Servin - Padre Elías
- Alejandra Morales - Cynthia
- Manuel Benítez - Comandante Gregorio Quijano
- Esteban Franco - Jacinto
- Ignacio Guadalupe - Conrado
- Jorge Pais - Dr. Álvaro Carrasco
- Dulce María - Rocío Medina (niña)
- Eric Sánchez - Eugenio Vargaslugo (niño)
- Daniel Habif - Santiago Villarreal (niño)
- Alfredo Alfonso - Dr. Mario Luna
- Elena Ballesteros - Ramona
- Graciela Bernardos - Milagros
- Luis Bernardos - Artemio Hernández
- Guadalupe Bolaños - Madre Carmela
- Ernesto Bretón - Eligio
- Zayda Castellón - Dora López
- Javier Chimaldi - Lino
- Constantino Costas - Walter Pereira
- Georgina del Rincón - Socorro
- Sheryl Mackay - Dolores
- Luis Guillermo Martell - Pepe
- Adán Martínez Cosain - Héctor
- Sara Montes - Ifigenia
- Rubén Morales - Froilán
- Fernando Morín - Narciso
- Gustavo Negrete - Lic. Félix
- Lisette Sáez - Ana
- Rocío Yaber - Inmaculada
- Francesca Guillén
- Rodolfo Jiménez - Ricardo

## Equipo de producción
- Idea original: Rebecca Jones, Alejandro Camacho
- Argumento y libretos: Orlando Merino, Jaime García Estrada
- Edición literaria: Isabel Soriano
- Tema original: Huracán
- Autor: Osni Cassab
- Música original: Osni Cassab
- Escenografía: Germán Paredes
- Ambientación: Octavio Ortega, Rafael Brizuela
- Diseño de vestuario: Verónica Nava, Vanessa Zamora
- Caracterización: Lupelena Goyeneche, Ernestina Rodríguez
- Musicalizador: Mario Barreto
- Editores: Alfredo Sánchez, Georgina Flores
- Gerente administrativo: Ramón Iturbe
- Director de cámaras adjunto: Alfredo Sánchez
- Jefe de reparto: Guillermo Pineda
- Jefe de piso: Humberto Guerra
- Jefe de locaciones: Alejandro Olivera
- Jefe de producción: Julieta de la O
- Coordinación de producción: Sergio Espejo
- Director invitado: Claudio Reyes Rubio
- Director de escena: Salvador Sánchez
- Director de cámaras: Manuel Ángel Barajas
- Director general: Alejandro Camacho
- Productora asociada: Giselle González Salgado
- Producción: Rebecca Jones, Alejandro Camacho

## Premios y nominaciones

### Premios TV y Novelas 1998
| Categoría          | Persona      | Resultado |
| ------------------ | ------------ | --------- |
| Mejor primer actor | Jorge Russek | Ganador   |

### Premios El Heraldo de México
| Año  | Categoría    | Nominado        | Resultado |
| ---- | ------------ | --------------- | --------- |
| 1998 | Mejor actriz | Angélica Rivera | Nominada  |

### Diosa de Plata
| Año  | Categoría               | Nominado       | Resultado |
| ---- | ----------------------- | -------------- | --------- |
| 1998 | Mejor actriz de reparto | Maya Mishalska | Ganadora  |